# Рангел Рангелов
Рангел Рангелов е български тенисист и футболист роден на 13 февруари 1937 г. в Пловдив. Състезател за Купа Дейвис. За отбора на България за Купа Дейвис има 3 победи и 5 загуби.
Тенисист №1 на България от 1964 до 1966 г. Основоположник е на пловдивската тенис школа. През 1970 г. се мести в София и става треньор в „Левски-Спартак“.
През 1954 и 1955 г. е републикански шампион по тенис за юноши. През 1963 г. на международен турнир в София Рангелов побеждава Илие Настасе с 6-3, 6-3.
Дълги години е председател на треньорския съвет при Българската федерация по тенис и главен треньор на националните ни отбори.
Почива на 26 август 2012 г.

## Кариера във футбола
Освен в тениса Рангелов постига значителни успехи и като футболист. Достигал е два пъти до финал за Купата на България през 1956 г. с „Ботев“ Пловдив и през 1960 г. с „Локомотив“ Пловдив. Майстор на спорта по футбол. Бронзов медалист от републиканското първенство през 1956 г. с екипа на „Ботев“ Пловдив. Бил е титуляр в юношеския национален отбор. Отказва се от футбола след тежка контузия през 1963 г.